# الدوري الفنزويلي الممتاز 1978
الدوري الفنزويلي الممتاز 1978 هو الموسم 58 من الدوري الفنزويلي الممتاز. كان عدد الأندية المشاركة فيه 12، وفاز فيه نادي بورتوغيزا.